# 王嵩高
王嵩高（1735年—1800年），字少林，一字定堂，號海山，江蘇揚州府寶應縣人，清朝政治人物。

## 生平
乾隆二十八年（1763年）癸未科二甲第三十一名進士。乾隆三十八年（1773年）任湖北利川縣知縣，調漢陽縣知縣、應城縣知縣，升廣西平樂府知府。著有《小樓詩集》八卷。曾任揚州安定書院山長。